# Emile Storms

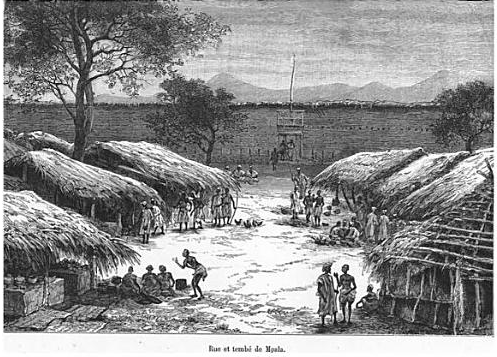
De door Storms opgerichte post van Mpala (Victor Giraud, 1890)

Emile Pierre Joseph Storms (Wetteren, 2 juni 1846 - Elsene, 12 januari 1918), ook bekend als Generaal Storms, was een Belgisch koloniaal ontdekkingsreiziger en militair met de rang van luitenant-generaal. Hij voerde tussen 1882 en 1885 campagne in Oost-Afrika en was commandant van de vierde expeditie van de Association internationale africaine, opgericht onder leiding van Leopold II om het grondgebied te verkennen en te veroveren van de Onafhankelijke Congostaat. Hij voerde oorlog tegen de slavenhandelaars die de regio teisterden en is bekend voor de executie van de slavenhandelaar Lusinga.

## Carrière
Storms groeide op in een gegoed, Franstalig gezin. Op zijn vijftiende, in 1861, ging hij in het leger bij de infanterie. In 1869 werd hij sergeant-majoor en in 1870 onderluitenant.
Hij heeft bijgedragen aan de verkenning van de Onafhankelijke Congostaat, met name door de Mpala-post op te richten vlak bij het Tanganyikameer, op het grondgebied van Tabwa. Volgens zijn eigen aantekeningen waren de campagnes onder leiding van Storms en zijn mannen niet zonder geweld. Hij schrijft zichzelf voornamelijk toe aan de executie van Chief Lusinga lwa Ng'ombe: "Ik heb het hoofd van Lusinga naar het midden van de cirkel gebracht. Ik zeg: 'Hier is de man waar je gisteren bang voor was. Deze man stierf omdat hij altijd probeerde het land te vernietigen en omdat hij tegen de blanke man loog".

## Verzameling
Van zijn verkenningen en veroveringen bracht Storms veel artefacten terug naar België, waaronder menselijke resten, zoals de schedel van Chief Lusinga. Beschouwd als studieobjecten, wordt deze collectie bewaard door de Belgische koninklijke musea: het Koninklijk Museum voor Midden-Afrika van Tervuren en het Koninklijk Museum voor Natuurwetenschappen van Brussel (stad). In 2018 werd een journalistiek onderzoek gepubliceerd in het tijdschrift Paris Match die de aanwezigheid hekelde van deze objecten en stelde dat deze teruggebracht moesten worden in het kader van gewelddadige veroveringen en plunderingen en pleitte voor de terugkeer naar Congo van deze collectie, evenals voor de stopzetting van de beschouwing van de menselijke resten als museumcollectie. In het midden van dit artikel heeft de kwestie van de schedel van Lusinga, opgeborgen in het depot van het Koninklijk Museum voor Natuurwetenschappen, veel burger- en politieke reacties gewekt. Zo is de Belgische regering via de staatssecretaris van Wetenschapsbeleid voorstander van de terugkeer van menselijke resten. Op 18 juni 2021 besloot het kernkabinet alle Congolese stukken terug te geven inclusief de schedel van lusinga.

## Herdenking
- Een buste met zijn beeltenis werd in 1906 geplaatst op de De Meeûssquare in Elsene. Het bronzen origineel van Marnix D'Haveloose werd in 1943 gestolen door de Duitsers en is in 1948 vervangen door een marmeren replica.[2][3] De gemeente Elsene besloot in 2020 deze buste te laten verwijderen uit het straatbeeld.[4] Op 30 juni 2022 werd deze buste ook effectief verwijderd op aanvraag van de burgemeester Christos Doulkeridis.[5] Door het monument te verwijderen zonder stedenbouwkundige vergunning, beging de gemeente Elsene echter een stedenbouwkundige inbreuk.[6]
- Een straat is aan hem gewijd in de gemeente Florennes (België).
- Een showcase was aan hem gewijd in het Koninklijk Museum van Midden-Afrika, voordat de renovatie in 2013 begon.

Monument voor Generaal Storms in Brussel
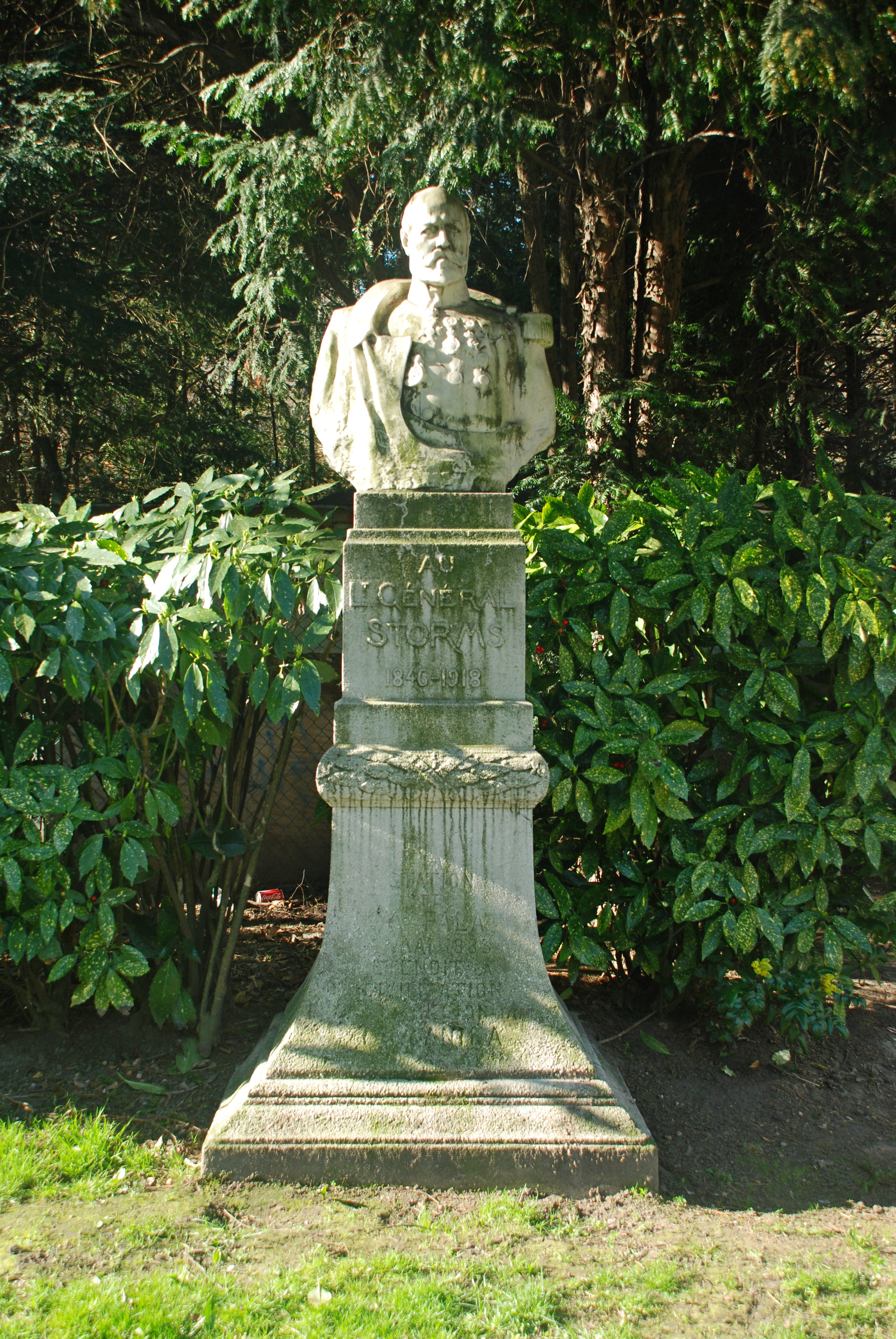
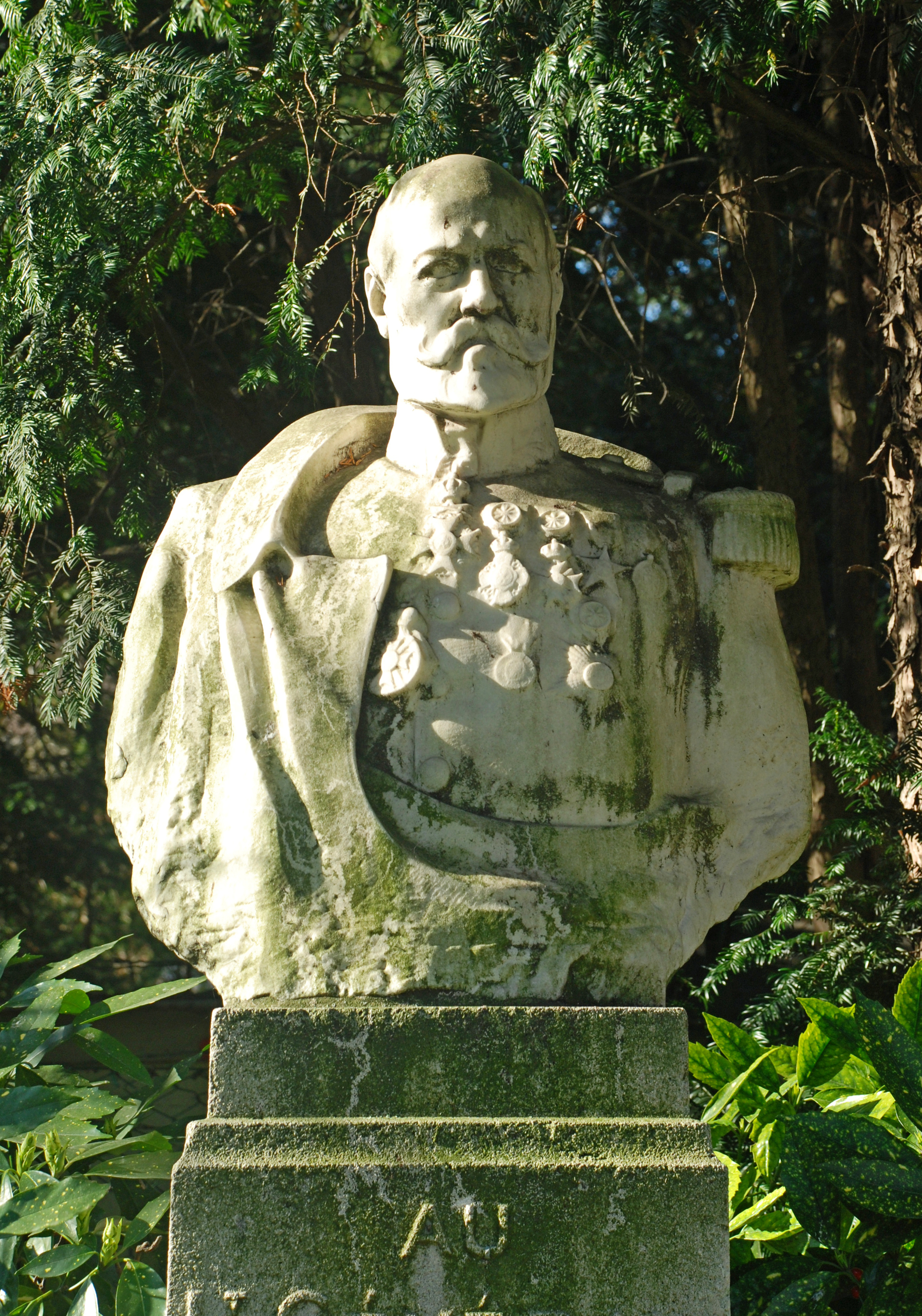
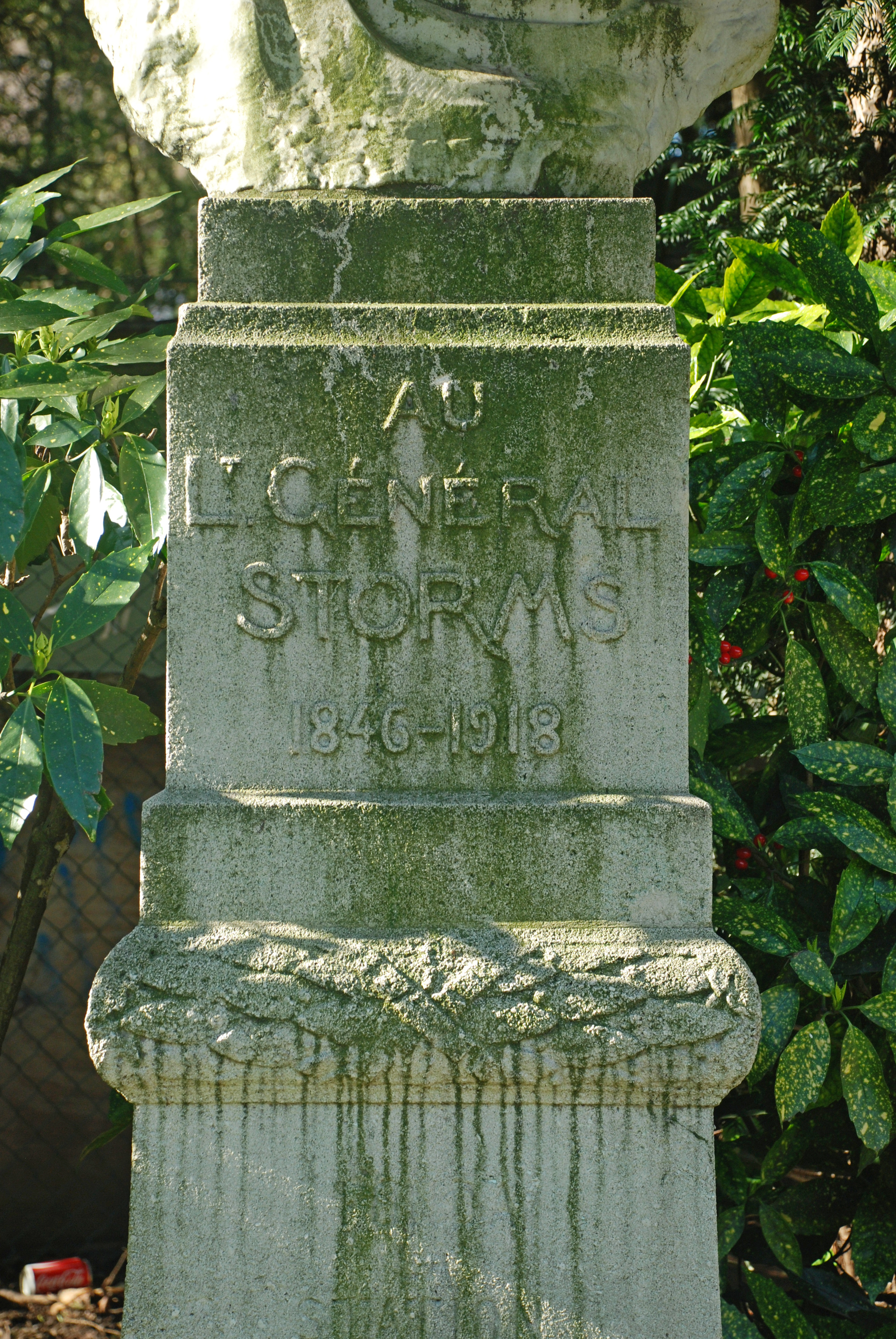
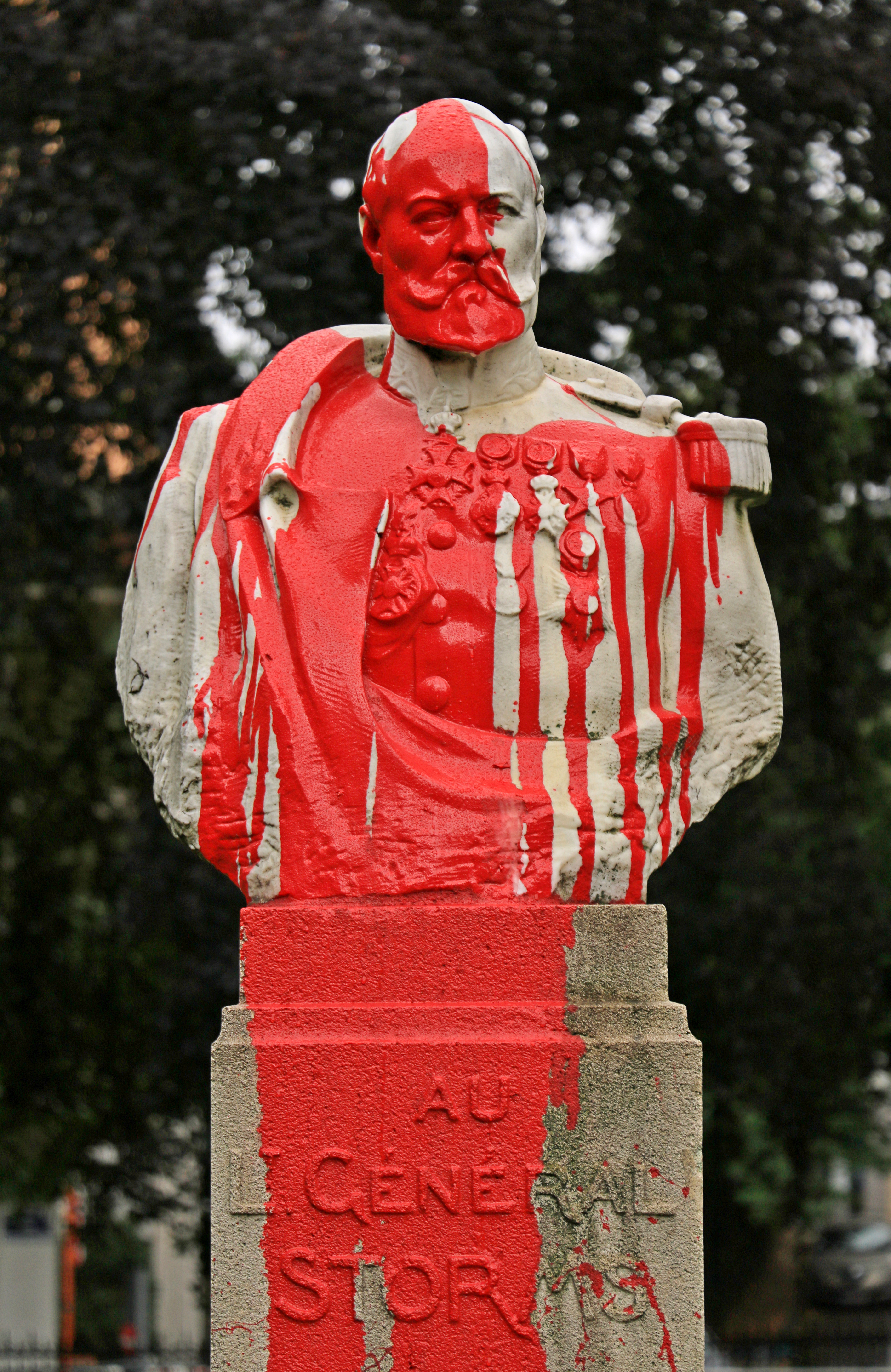

## Voetnoten
- Bibliothèque nationale de France: cb15365492d (data)
- Gemeinsame Normdatei: 1033520373
- International Standard Name Identifier: 0000 0003 7949 0702
- Library of Congress Control Number: no2012101530
- Nationale Bibliotheek van Israël: 987007577009205171
- Système universitaire de documentation: 169360075
- Virtual International Authority File: 258034938
- WorldCat: E39PBJx8FWqHbKQYkcQgRYgxjC